# Ney (Hunsrück)
Ney ist eine Ortsgemeinde im Rhein-Hunsrück-Kreis in Rheinland-Pfalz. Sie gehört der Verbandsgemeinde Hunsrück-Mittelrhein an. Die nächste größere Stadt ist Boppard.

## Geographie
Das Dorf Ney liegt zwischen dem Ehrbachtal im Westen und der Hunsrückhöhenstraße im Osten.

### Gemeindegliederung
Zur Gemeinde Ney gehören die Ortsteile Dieler  sowie Schönecker Mühle und Hierenmühle im Ehrbachtal.

## Geschichte
Ney gehörte zum Gallscheider Gericht des Erzstifts Trier. Mit der Besetzung des linken Rheinufers 1794 durch französische Revolutionstruppen wurde der Ort französisch, 1815 wurde er auf dem Wiener Kongress dem Königreich Preußen zugeordnet. Im Ersten Weltkrieg war er zeitweise französisch besetzt, seit 1946 ist der Ort Teil des damals neu gebildeten Landes Rheinland-Pfalz.

## Politik

### Gemeinderat
Der Gemeinderat in Ney besteht aus acht Ratsmitgliedern, die bei der Kommunalwahl am 9. Juni 2024 in einer Mehrheitswahl gewählt wurden, und dem ehrenamtlichen Ortsbürgermeister als Vorsitzendem.

### Bürgermeister
Ortsbürgermeister ist Sascha Thönges. Bei der Direktwahl am 26. Mai 2019 wurde er mit einem Stimmenanteil von 91,32 % gewählt und damit Nachfolger von Edmund Busch. Bei der Direktwahl am 9. Juni 2024 wurde er als einziger Bewerber mit 72,6 % für weitere fünf Jahre in seinem Amt bestätigt.

### Wappen
| Wappen von Ney | Blasonierung: „Schild geteilt, oben in Rot ein silberner Balken, unten in Silber zwei blaue Sterne, eine eingeschweifte blaue Spitze, belegt mit einem silbernen Stern (2:1).“ |
| Wappen von Ney | |

## Bauwerke
- Wendelinuskapelle am Dorfplatz
- Schönecker Stahlbrunnen:
Im Jahre 1913 wurde diese Quelle erschürft und ein Brunnenhaus errichtet, das heute nicht mehr steht. Die Steine sind nach dem Krieg zum Häuserbau in Dieler verwendet worden. Das Wasser kann heute im ehemaligen Keller des Hauses direkt vom Stahlbrunnen getrunken werden. Besondere Eigenschaft des Quellwassers ist sein hoher Eisengehalt.

Siehe auch: Liste der Kulturdenkmäler in Ney (Hunsrück)

## Regelmäßige Veranstaltungen
- Dorffest
- Wendelinus-Kirmes
- Geselliger Abend „Wacker Ney“
- Rosenmontagszug Kratzenburg-Ney-Halsenbach
- Wandertag „Wacker Ney“
- Grillfest „Wacker Ney“
- Martinsabend
- Seniorentag

## Verkehr
- Nähe Bundesautobahn 61
- Nähe Hunsrückhöhenstraße (B327)

## Persönlichkeiten
- Walter Mallmann (* 1940), CDU-Politiker